# Acnemia flaveola
Acnemia flaveola är en tvåvingeart som beskrevs av Daniel William Coquillett 1901. Acnemia flaveola ingår i släktet Acnemia och familjen svampmyggor. Inga underarter finns listade i Catalogue of Life.